# 大塚裕子
大塚 裕子（おおつか ひろこ、1967年3月8日 - ）は、日本の元新体操選手。愛媛県北宇和郡吉田町（現・宇和島市）出身。159cm、42kg（選手時代）。

## 来歴
北宇和郡吉田町立吉田中学校（現・宇和島市立吉田中学校）、松山東雲高等学校、東京女子体育大学卒業。

### 選手として
中学時代に走り幅跳びの跳躍を見た新体操部の顧問の勧めで、新体操を始めた。
1981年、中学3年の頃に全日本中学選手権で帯状布3位。
1982年、高校1年の高校総体で個人総合4位。
1983年、高校2年で世界新体操選手権日本代表に選ばれたのをはじめ、全日本選手権兼五輪第一次予選で個人総合2位に入る。全国高校総体では個人総合のほか種目別の帯状布、輪を完全制覇した。4月30日、国立代々木競技場で行われたロス五輪最終選考会では山﨑浩子、秋山エリカに大差をつけられ代表洩れとなる。
1984年、全日本ジュニア新体操選手権大会に出場し、個人総合1位。8月、高校総体では個人総合でボール、帯状布とも最高得点で2連勝を飾った。
1985年、全日本ジュニア新体操選手権大会に出場し、個人総合1位。3月、高校を卒業。
1985年10月、スペインバリャドリッドで行われた世界新体操選手権大会に出場し、個人総合19位。
1987年9月、ブルガリアパルナで行われた世界選手権大会大会に出場し、個人総合43位。
1988年9月、ソウルオリンピックに出場し、個人総合27位。10月11日、愛媛県初の「愛媛県生活文化賞」を贈られる。
1989年3月、大学を卒業。

### 引退後
1989年4月、大阪体育大学に就職。新体操部の女子コーチに就任。1991年までに女子コーチを辞める。
2020年6月、地元宇和島市の宇和島市立伊達博物館の『スポーツ今昔　in　宇和島』の資料展示で、オリンピックに出場した時のユニフォームなどの貸し出しに協力した。

## 主な試合結果
- 1983年、全日本ジュニア新体操選手権大会（個人総合1位）
- 1983年、世界新体操選手権大会（ストラスブール）日本代表（個人総合75位）
- 1984年、全日本ジュニア新体操選手権大会（個人総合1位）
- 1985年、全日本ジュニア新体操選手権大会（個人総合1位）
- 1987年、世界新体操選手権大会（ヴァルナ）日本代表（個人総合43位）
- 1988年、ソウルオリンピック出場（個人総合27位）

## 雑誌
- 「月刊スポーツアイ」-「いつも心に太陽を」コラム連載(1989 - 1990年)